# Forsskaolea
Genre
Forsskaolea est un genre de plantes à fleurs de la famille des Urticacées. Ce genre est nommé en l'honneur du botaniste Suédois Pehr Forsskål.

## Liste des espèces
Selon Catalogue of Life (17 janvier 2018) :
- Forsskaolea angustifolia Retz.
- Forsskaolea candida L. fil.
- Forsskaolea griersonii A.G. Miller & J.A. Nyberg
- Forsskaolea hereroensis Schinz
- Forsskaolea procridifolia Webb
- Forsskaolea tenacissima L.
- Forsskaolea viridis Ehrenb. ex Webb